# Breuil-Barret
Breuil-Barret is een plaats en voormalige gemeente in het Franse departement Vendée in de regio Pays de la Loire en telt 671 inwoners (2004). De plaats maakt deel uit van het arrondissement Fontenay-le-Comte.

## Geschiedenis
Breuil-Barret is op 1 januari 2023 gefuseerd met de gemeenten La Chapelle-aux-Lys en La Tardière tot de commune nouvelle Terval.

## Geografie
De oppervlakte van Breuil-Barret bedraagt 14,8 km², de bevolkingsdichtheid is 45,3 inwoners per km².
De onderstaande kaart toont de ligging van Breuil-Barret met de belangrijkste infrastructuur en aangrenzende gemeenten.
Onderstaande figuur toont het verloop van het inwonertal.
Breuil-Barret · La Chapelle-aux-Lys · La Tardière